# Tisaiyanvilai
Tisaiyanvilai är en ort i Indien.   Den ligger i distriktet Tirunelveli Kattabo och delstaten Tamil Nadu, i den södra delen av landet, 2 300 km söder om huvudstaden New Delhi. Tisaiyanvilai ligger 17 meter över havet och antalet invånare är 20 395.
Terrängen runt Tisaiyanvilai är platt.  Tisaiyanvilai är det största samhället i trakten.